# Раманавський замок
Раманавський район — оборонні споруди, що існували в 17 ст. у містечку Раманаві (нині с. Леніна Слуцького району).
Дерев'яні будівлі оточені валом та острогом. У центрі замкового подвір'я розташовувався головний будинок (2 вітальні, алькер, сінці, 3 комори), покритий ґонтою. Поруч стояв будинок старости (у ньому були сенці, 2 житлові приміщення, комора), в'язниця, пивоварня, пекарня. Господарський двір, який з'єднувався із замком брамою, включав 2-поверхову скарбницю, сарай, возівню, стайню та льох. Поза Раманавським замком був комплекс із їдальнею, гумном на 2 будинки, пивоварня.